# Krister Örnfjäder
Göran Krister Örnfjäder, född 22 september 1952 i Västervik, är en svensk politiker (socialdemokrat). Han var ordinarie riksdagsledamot 1993–2018 (dessförinnan tjänstgörande ersättare 1992 och 1993), invald för Kalmar läns valkrets.
Han var mellan 2015 och 2018 riksdagens ålderspresident.